# 사랑하고 싶은 스무살, 연애하고 싶은 서른살
《사랑하고 싶은 스무살, 연애하고 싶은 서른살》은 사회심리학 박사 이철우 교수가 쓴 연애심리 에세이다. 심리학계에서 사용되는 여러 가지 심리 테스트와 실험 결과를 통해 남녀 심리를 흥미롭게 설명한다. 사랑하는 사람의 마음을 헤아려 남녀 서로가 보다 원활한 소통을 하도록 돕고 있다. 남녀 사이의 오해가 대부분 소통의 문제로 생기는 것임을 고려할 때 소통 스타일의 차이에 조금만 신경을 써도 큰 갈등은 피해 갈 수 있다고 말한다. 소통을 하되 자신만의 기준으로 상대를 바라보지 말고 상대의 기준으로, 상대의 입장을 고려해 생각해야만 긍정적인 관계를 유지할 수 있고 멀어져 간 사랑도 찾아올 수 있다고 강조한다. 한국경제신문에서 발행했다.

## 출판 정보
한국
ISBN 9788947528078